# Marius Kipserem
Marius Kimutai Kipserem (17 maggio 1988) è un maratoneta keniota.

## Competizioni internazionali
2011
- 10º alla Maratona di Eldoret ( Eldoret) - 2h18'51"

2012
- Oro alla Maratona di Brescia ( Brescia) - 2h13'02"
- 5º alla Maratona di Chuncheon ( Chuncheon) - 2h13'49"

2013
- Bronzo alla Milano Marathon ( Milano) - 2h09'50"
- 4º alla Maratona di Chuncheon ( Chuncheon) - 2h10'09"

2014
- Oro alla Maratona di Mont Saint-Michel ( Mont Saint-Michel) - 2h10'56"
- 4º alla Maratona di Cannes ( Cannes) - 2h10'58"

2015
- Oro alla Maratona di Hefei ( Hefei) - 2h09'21"
- Bronzo alla Maratona di Chongqing ( Chongqing) - 2h13'45"

2016
- Oro alla Maratona di Rotterdam ( Rotterdam) - 2h06'11"
- Argento alla Maratona di Eindhoven ( Eindhoven) - 2h08'00"
- Oro alla Mezza maratona di Dakar ( Dakar) - 1h02'20"
- Argento alla Mezza maratona di Bogotá ( Bogotà) - 1h05'31"

2017
- 23º alla Maratona di Tokyo ( Tokyo) - 2h13'53"
- Bronzo alla Maratona di Eindhoven ( Eindhoven) - 2h06'43"

2018
- 5º alla Maratona di Rotterdam ( Rotterdam) - 2h07'22"
- Oro alla Maratona di Abu Dhabi ( Abu Dhabi) - 2h04'04"

2019
- Oro alla Maratona di Rotterdam ( Rotterdam) - 2h04'11"

2020
- 10º alla Maratona di Londra ( Londra) - 2h09'25"
- 5º alla Vitality Big Half Marathon ( Londra) - 1h02'39"

2021
- Argento alla Maratona di Rotterdam ( Rotterdam) - 2h04'04"